# Кагарлик
Кагарли́к — місто в Україні, адміністративний центр Кагарлицької міської громади Обухівського району Київської області, до 2020 року колишній адміністративний центр ліквідованого Кагарлицького району. Кагарлицька міська громада — одна з найбільших на Київщині і в Україні територіальних громад, що об'єднала довкола себе 35 сільських населених пунктів, які утворюють 19 старостинських округів. Населення складає 13 544 осіб (станом на 01.01.2020).

## Географія
Місто розташоване на півдні Київщини, на правобережжі річки Дніпро, над річкою Мокрим Кагарликом, між Дніпром, Стугною й Россю. Площа — 2130,7 га. На території міста розташований Кагарлицький парк, що є пам'яткою садово-паркового мистецтва загальнодержавного значення. Галузі промислової спеціалізації міста — харчова та переробна промисловість, зорієнтована на обслуговування сільськогосподарських виробників району.

## Етимологія
Найімовірніше місто заснували берендеї — тюркське плем'я огузів, які були в союзі з Руссю та заселяли басейн річки Рось для охорони кордону. Існує дві тюркські теорії походження назви міста:
- існує гіпотеза, що Кагарлик був столицею печенігів Пачинакії, якою керували три орди — Явдіїртим, Кварципур і Хавусангіл, що виокремлювалися під назвою «кангар» («благородні») й очолювалися вихідцями з кочівницького протодержавного об'єднання Кангюй. Тому назва столиці Пачинакії звучала як «Кангарлик» («-лик» — суфікс). З часом назальне «-н» з вимови зникло, залишивши сучасну назву Кагарлик;
- за іншим поясненням назва походить від слова каганлик, що означало «каганова земля», тобто землі, які належали якомусь кагану, ватажку давніх тюркських племен.

## Історія

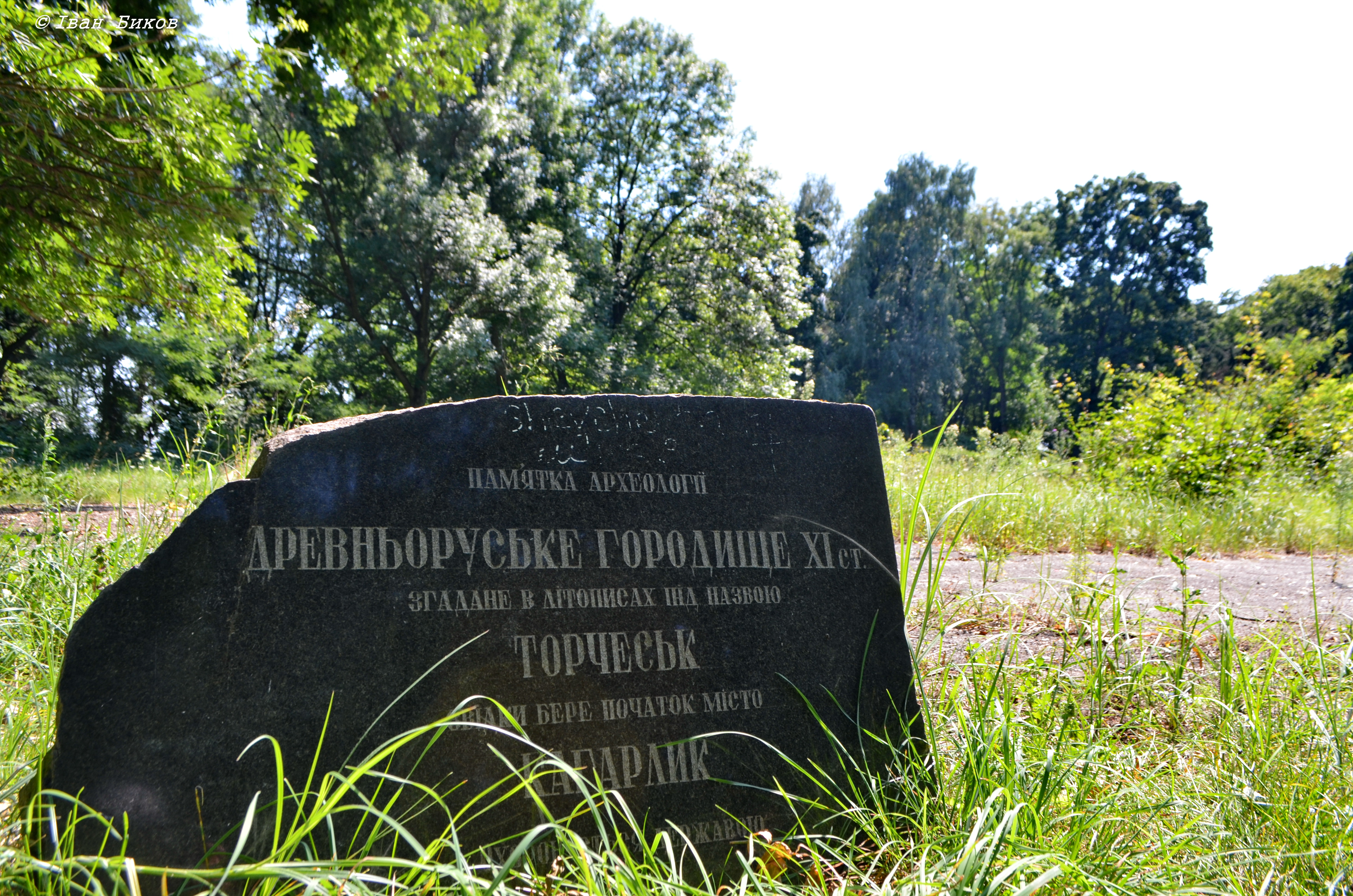
Кагарлицький ландшафтний парк

Про давнє перебування людей на території Кагарлика свідчать численні археологічні пам'ятки на його околицях: кургани епохи бронзи та кургани з похованнями сарматського часу. До нинішніх днів збереглися і рештки Торчеського городища, що було центром осілих торків та берендеїв, які йшли за князями Київської Русі боротися з половцями. Згадки про нього з'являються ще в період Княжої доби (XI століття).

### Від першої згадки до XIXстоліття

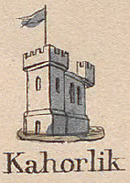
Кагарлицька фортеця на мапі Зигмунда Герстмана

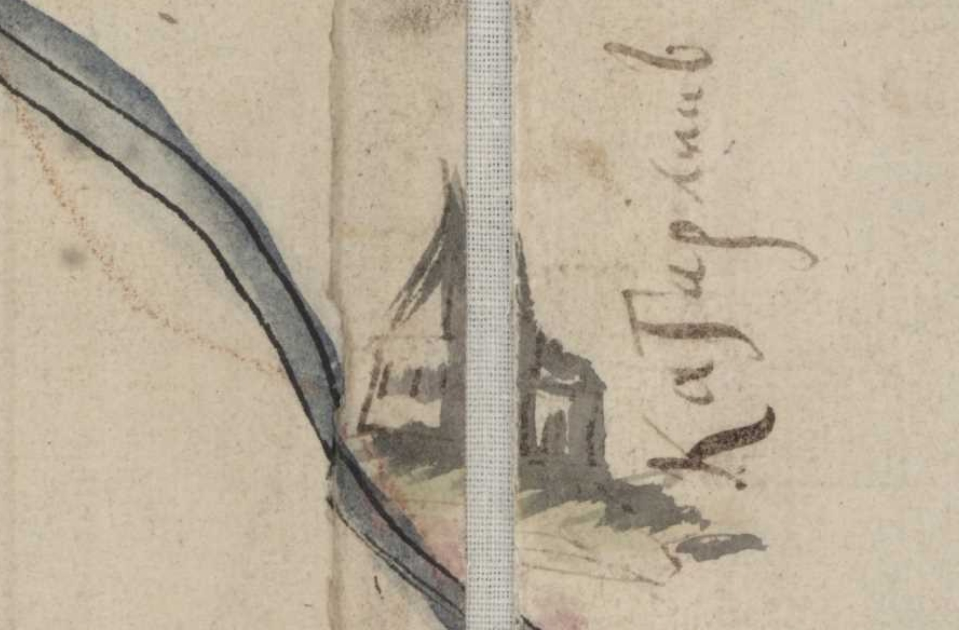
Кагарлик на карті XVIII століття

Засноване 1142 року як поселення, вперше згадується під назвою Городець, адже у сучасній центральній частині міста була зведена обнесена частоколом фортеця із вартовою вежею посередині. Південніше від Городця (нині — південна частина міста) оселилися тюркські люди, стійбище яких мало назву Хандиби. Згодом згадується під іншою назвою — Ерлик.
Під час монголо-татарської навали поселення на території сучасного Кагарлика були зруйновані. Лише у другій половині XIV століття тут почали знову оселятися люди за допомогою осадницької політики Великого князівства Литовського.
Перша писемна згадка про власне Кагарлик належить до 1590 року, коли король Сигізмунд III Ваза віддав тамтешні землі волинському воєводі князеві Янушу Острозькому.
На початку XVII століття Кагарлик — центр староства. У 1644 році зведено фортецю, де розміщався гарнізон. Під час національної революції 1648—1676 Кагарлик входив до складу Канівського полку, тоді ж замок було знищено козаками. Після 1674 року — у складі Речі Посполитої.
Як містечко Кагарлик згадується у письмових документах під 1765 роком, а за три роки під час Коліївщини (1768) загін повстанців на чолі з отаманом Я. Довгошиєнком (Сачком) у Кагарлику вів бої з урядовими військами та озброєною шляхтою.
До 1793 року містечко належало графу Яну Яцеку Амору Тарновському. Після другого поділу Польщі (1793) Кагарлик відійшов до складу Російської імперії.

### У Російській імперії
У 1796 року Кагарлик увійшов до складу Київської губернії.

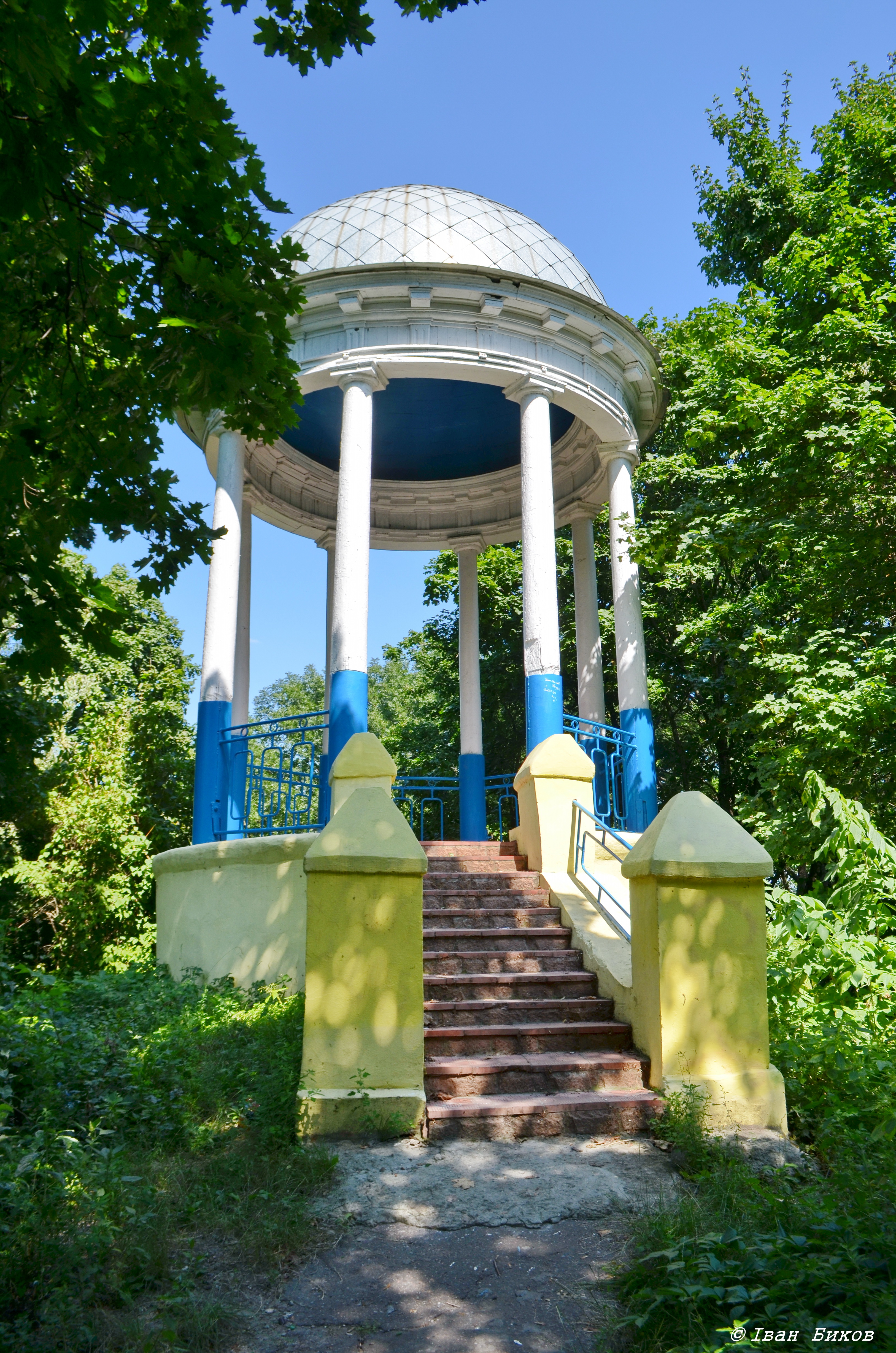
Альтанка у парку Трощинських

Російський імператор Павло І подарував його й навколишні села (земельна ділянка загальною площею 23 160 десятин) Дмитру Трощинському, який побудував у Кагарлику Святотроїцьку церкву, а навпроти неї — власну садибу, флігелі та господарські будинки. Парк біля маєтку мав переважно ландшафтне планування.
У середині XIX століття в Кагарлику побудовані рафінадний, винокурний, пивоварний заводи, суконна фабрика. В місті відбувалися масові ярмарки.
У цей час нащадки Дмитра Трощинського збанкрутували і продали садибу земельному банку. У 1875 році садибу Трощинських придбав Київський, Подільський і Волинський генерал-губернатор Михайло Чертков. У 1881 році він пішов у відставку і оселився в Кагарлику, де прожив майже 20 років, збудувавши Ольгинську церкву, школу ім. О. Черткової, лікарню, завершивши будівництво цукрового заводу. Михайло Чертков також запросив у маєток видатного садівника Бернгарда, задля здійснення докорінної реконструкції парку. На пагорбі Кагарлицького парку встановлена ротонда, алеї викладені з цегли, прокладено водогін для поливу, висаджені дерева й чагарники, які були завезені із Західної Європи та Америки. Вздовж алей були зведені альтанки та понад 20 мармурових скульптур, у тому числі 17, що зображували персонажів давньогрецької міфології.
Метричні книги, клірові відомості, сповідні розписи церков Святої Параскеви, Пресвятої Трійці, Святої Ольги м-ка Кагарлик (приписні сл. Занудівка (1810), Янівка) XVIII століття — Білоцерківського округу Київського нам., з 1797 року — Київського повіту Київської губернії; у XIX столітті — Кагарлицької волості Київського повіту Київської губернії зберігаються в ЦДІАК України.
У місті зведена церква Пресвятої Трійці.

### ХХ століття

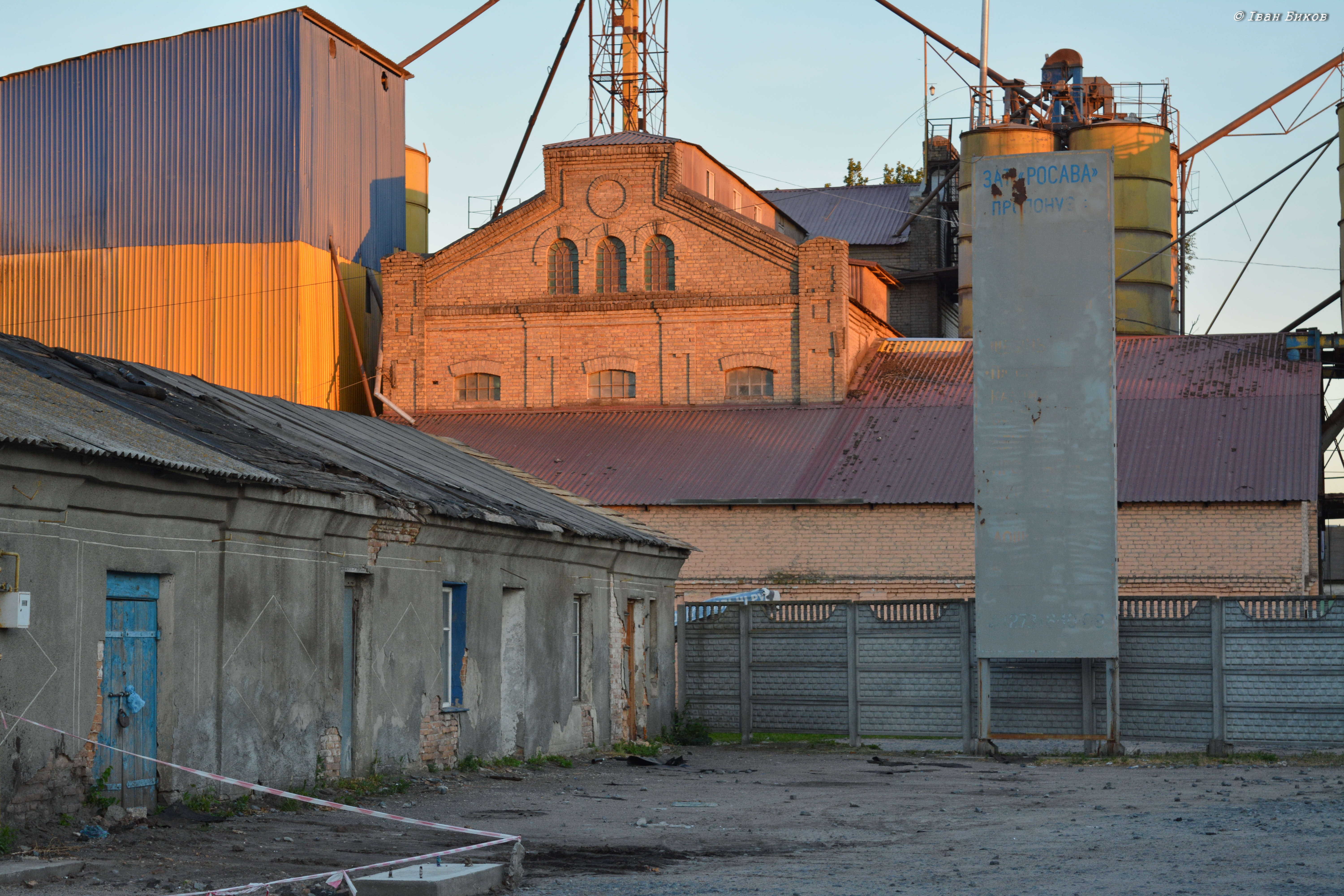
Кагарлицький млин (1913)

З 1917 року у складі УНР. Перша спроба встановити більшовицьку владу в Кагарлику відбулася у 1918 році, проте за декілька днів тут була встановлена українська владу. Стабільний радянський режим встановлено лише у 1921 році.
З 7 березня 1923 року Кагарлик набув статусу адміністративного центру Кагарлицького району.

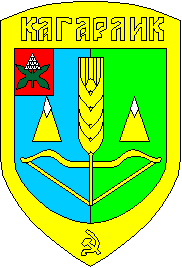
Герб Кагарлика за часів СРСР

З 1932 року містечко перебувало у складі Київської області.
Місто зазнало сталінського геноциду (1932—1933), на той час на Кагарличчині загинуло від голодомору близько 4000 осіб.
У серпні 1941 року Кагарлик тимчасово було окупуване німецько-нацистськими військами. Кагарличани брали участь на фронтах переважно у складі Червоної армії. У Кагарлику було встановлено тимчасову цивільну німецьку адміністрацію, а місто було включено до складу Райхскомісаріату Україна. Нацисти допомогли відкрити православну церкву, поновити богослужіння. Спроби вести підривну роботу присікалися. 8 січня 1944 року місто реокуповано радянськими військами.
У повоєнний час у Кагарлику провадилося будівництво об'єктів соціальної інфраструктури.
25 серпня 1971 року Кагарлик набув статусу міста районного значення.

### У незалежній Україні
Кагарлик більшістю голосів проголосував за відновлення державної незалежності України на референдумі 1 грудня 1991 року. У першу річницю незалежності України 24 серпня 1992 року центральну вулицю Кагарлика було перейменовано на вулицю Незалежності (колишня — 50-річчя Жовтня).
Мешканці міста брали активну участь у Революції Гідності, а 22 лютого 2014 року повалено пам'ятник Леніну та Панасу Любченку.

## Населення

### Національний склад
Національний склад населення за даними перепису 2001 року:
| Національність  | Відсоток |
| --------------- | -------- |
| українці        | 96,17%   |
| росіяни         | 3,01%    |
| білоруси        | 0.25%    |
| інші/не вказали | 0,57%    |

### Мовний склад
Рідна мова населення за даними перепису 2001 року:
| Мова            | Чисельність, осіб | Доля   |
| --------------- | ----------------- | ------ |
| Українська      | 13 304            | 96,61% |
| Російська       | 417               | 3,02%  |
| Білоруська      | 9                 | 0,07%  |
| Румунська       | 6                 | 0,04%  |
| Болгарська      | 5                 | 0,04%  |
| Вірменська      | 1                 | 0,01%  |
| Угорська        | 1                 | 0,01%  |
| Інші/Не вказали | 59                | 0,20%  |
| Разом           | 13 802            | 100%   |

## Економіка
Станом на середину 2000-х років на території Кагарлика працювали та здійснювали господарську діяльність такі підприємства, як::
- Промислове виробництво:
  - ТОВ «Пантек-виробництво» — виробництво сандвіч-панелей із застосуванням сучасних технологій;
  - цех спільного америко-канадо-українського підприємства «Котедж» — випуск будівельних матеріалів та тротуарної плитки;
  - СП ТОВ «Арт-Пак-Лтд» — виробництво вакуумної упаковки для продуктів харчування;
  - СПД Іваненко 0. І. — виробництво вакуумних насосів;
  - ТОВ «Профісор» — монтаж дослідницького заводу по переробці полімерів в альтернативне паливо, а також установки по переробці шкідливих гербіцидів (ДДТ);
- Харчова промисловість і переробка сільськогосподарської продукції:
  - ПрАТ «Кондитерська фабрика „Лагода“» — випуск кондитерської продукції, крім національного ринку постачає продукцію до низки країн, на підприємстві працює близько 1500 осіб;
  - ВАТ «Кагарлицький цукровий завод» — виробництво цукру (наразі не працює)
  - ПрАТ «Фірма „Кагма“» — випуск 40 видів молочної продукції;
  - ВСП «Агропереробка» ЗАТ «Мак» — первинний обробіток кукурудзи;
  - філія «Кагарлицький елеватор» ЗАТ «Комплекс „Агро Марс“» — зберігання зернових, обробіток різних видів зернових.
  - ІСП «Бінет-телеком» — діяльність у сфері інформатизації
  - ТОВ «Купола»

### Транспорт
Кагарлик у транспортному відношенні є розвинутим осередком з відповідною інфраструктурою. Місто розташоване на перетині двох важливих автошляхів: національного значення Н01 (Київ — Знам'янка) та Н02 (Кременець — Софіївка). Через місто пролягає електрифікована залізнична лінія Київ — Миронівка, станція Кагарлик.
У місті Кагарлик немає об'їзної дороги, тому весь потік автомобільного транспорту змушений прямувати через центр міста.
Об'єкти транспортної інфраструктури міста — автостанція (вул. Незалежності, 15) та залізнична станція (вул. Залізничників, 5). Найуживанішим та найлегшим способом дістатися з Кагарлика до столиці України міста Києва та у зворотному напрямку міжміськими автобусами.
Громадський транспорт Кагарлика представлений маршрутними таксі — найпопулярніший маршрут сполучає авто- та залізничну станції. Також популярна послуга «Таксі», яка здійснюється приватними підприємцями.

### Зв'язок і сфера послуг
У Кагарлику у 2000-х роках введена в експлуатацію цифрова станція, дефіцит телефонних номерів відсутній. У місті діють відділення «Укртелекому» та «Укрпошти», забезпечений доступ чотирьох національних операторів мобільного зв'язку. Працює оптоволоконна локальна інтернет-мережа ІСП «Бінет-телеком».
Діють філії банків: «Райффайзенбанк Аваль», «Правекс-банк», «Укрінбанк», «Креді Агріколь Банк», «Приватбанк» та відділення Ощадбанку.
Готелі Кагарлика — «Вікторія» (вул. Столична, 74) та готельний комплекс «АА» (вул. Незалежності, 18).

## Соціальна сфера

Кагарлицька міська поліклініка

Головним медичним закладом Кагарлика є центральна міська лікарня. Також функціонують інші медичні заклади та мережі аптек.
Освітня сфера Кагарлика:
- 3 дошкільні навчальні заклади;
- 3 загальноосвітні школи та професійний ліцей.

## Культура, ЗМІ та дозвілля

Кагарлицький центр дитячої та юнацької творчості

Осередками культури Кагарлика та громади є:
- Кагарлицький центр дитячої та юнацької творчості;
- КЗ КМР «Кагарлицька мистецька школа»;
- Публічна бібліотека відділу культури Кагарлицької міської ради (Центральна бібліотека та філія бібліотеки для дітей, що розташовані на вулиці Став'янка. Ще 19 філій розташовані в селах міської громади);
- Кагарлицький районний державний історико-краєзнавчий музей — цікаве зібрання матеріалів і предметів з історії та культури міста й Кагарличчини (налічує близько 33 тисяч одиниць екземплярів); методичний центр для низки сільських філій-музейних закладів.
- «Перша Кагарлицька АРТ галерея», що розташована по вулиці Незалежності на першому поверсі місцевого Будинку культури. Заснована силами ГО «Мистецька спілка ЛІВ» 11 жовтня 2015 року і має формат роботи зі змінною експозицією. Нова виставка відкривається 15 числа щомісяця.

У місті здійснюються низка культурних заходів:
- Дні сіл — день міста у Кагарлику проходить традиційно на початку вересня. Для жителів та гостей влаштовують концерти за участю місцевих аматорів сцени, запрошують професійних артистів.
- Фестиваль «Мелодії гармоніки й життя» — фестиваль, що проходить на базі Кагарлицької міської школи мистецтв зазвичай у грудні або січні, збирає любителів гармоніки — аматорів та професіоналів — з різних куточків України[11].

У Кагарлику встановлено ряд пам'ятників — меморіал воїнів німецько-радянської війни, погруддя поета Тараса Шевченка, пам'ятний знак (танк) на честь захисників Батьківщини у Другій світовій війні.
В центрі міста колись існували пам'ятники Леніну та одному із організаторів голодомору-геноциду в Україні 1932—1933 років Панасу Любченку, які були демонтовані 22 лютого 2014 року.
Кагарлик.City [Архівовано 16 січня 2020 у Wayback Machine.] — міське інтернет-видання, засноване влітку 2019 року командою онлайн-ресурсу kagavisti.com та мережою міських сайтів «The City».
У місті розташовані редакції газет: «Вісник Кагарличчини», «Рідне місто», ТБ-студія «Кагарлик».
Для занять спортом в Кагарлику існує міський стадіон.
Найулюбленішим місцем прогулянок і відпочинку місцян та гостей Кагарлика є ландшафтний парк — пам'ятка садово-паркового мистецтва загальнодержавного значення. Наразі парк відроджується силами міської громади.

## Місто-побратим
Лібурн, Франція

## Особистості
- Архипенко Євген Порфирович (1884—1959) — вчений-агроном і видавець.
- Безніско Євген Іванович (1937—2015) — заслужений художник України, Заслужений художник УРСР.
- Білоус Людмила Федорівна (нар. 1973) — український географ-геоеколог.
- Горбач Раїса Володимирівна (1938—2006) — майстриня художньої вишивки і педагог.
- Дашенко Василь Павлович (1916—1985) — актор, народний артист УРСР.
- Кононенко Митрофан Тадейович (1900—1965) — український актор театру, народний артист УРСР.
- Кулініченко Віктор Миколайович — директор Кагарлицької центральної районної лікарні, заслужений лікар України[14].
- Лісова Віра Павлівна (нар. 1937) — українська філолог, публіцист, дисидентка.
- Маричевський Микола Миколайович (1961—2005) — журналіст, історик мистецтва, публіцист, видавець.
- Любченко Панас Петрович (1897—1937) — один із організаторів голодомору-геноциду в Україні 1932—1933 років.
- Потєхін Антон Олександрович — навідник СПГ-9, 72-ї окремої аеромобільної бригади, учасник Російсько-української війни.
- Ткаченко Ростислав Русланович (2000—2022) — солдат Збройних Сил України, учасник російсько-української війни, що загинув під російського вторгнення в Україну у 2022 році.
- Топчій Алла Дмитрівна (нар. 1958) — українська поетеса

У 1851 році в містечку побував український письменник Микола Гоголь.

## Галерея

Кагарлицька державна адміністрація
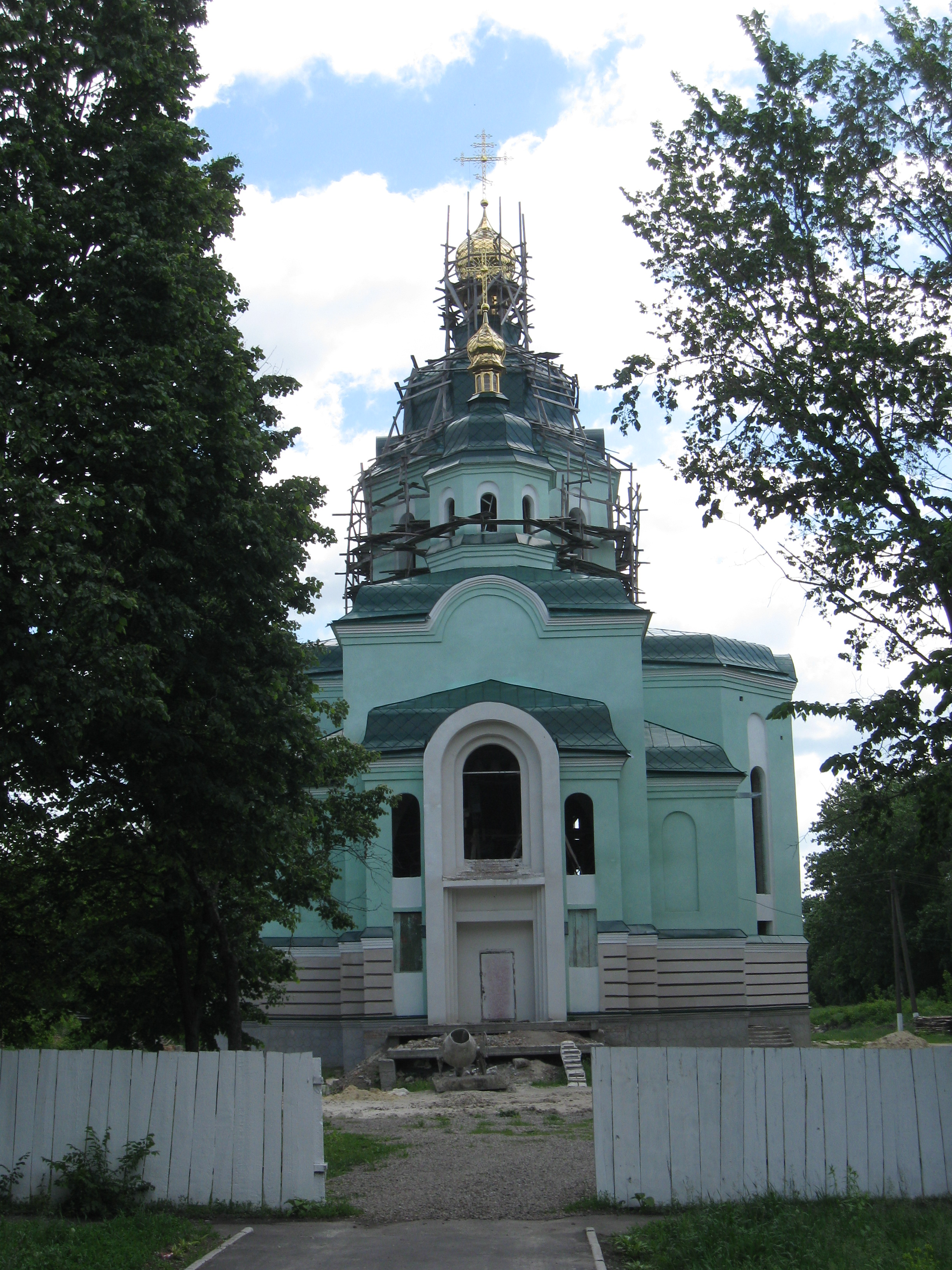
Будівництво православного храму (травень 2010)
Стара забудова міста
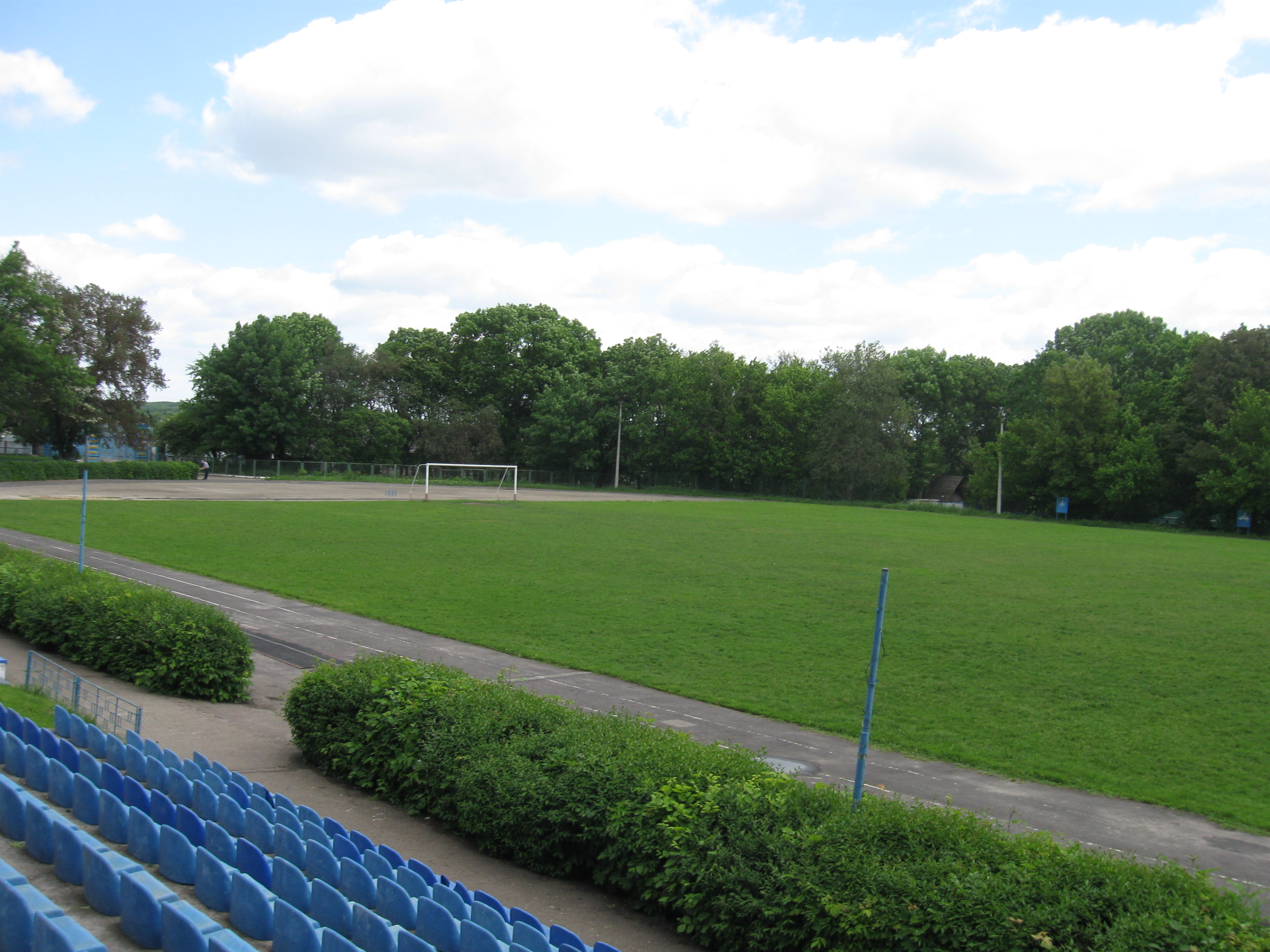
Міський стадіон
Меморіал полеглим у Другій світовій війні
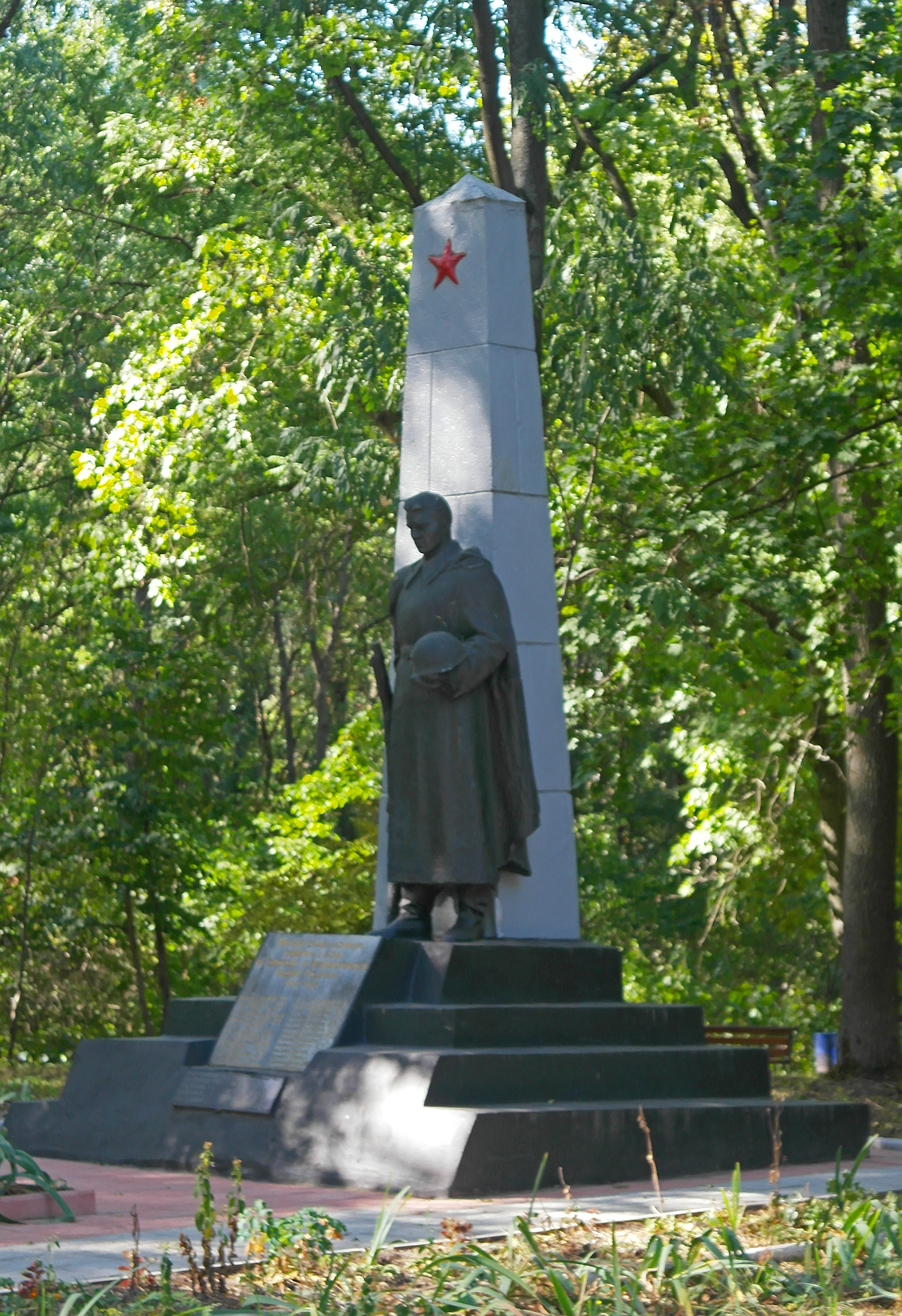
Братська могила радянських воїнів, які загинули у січні 1943 році
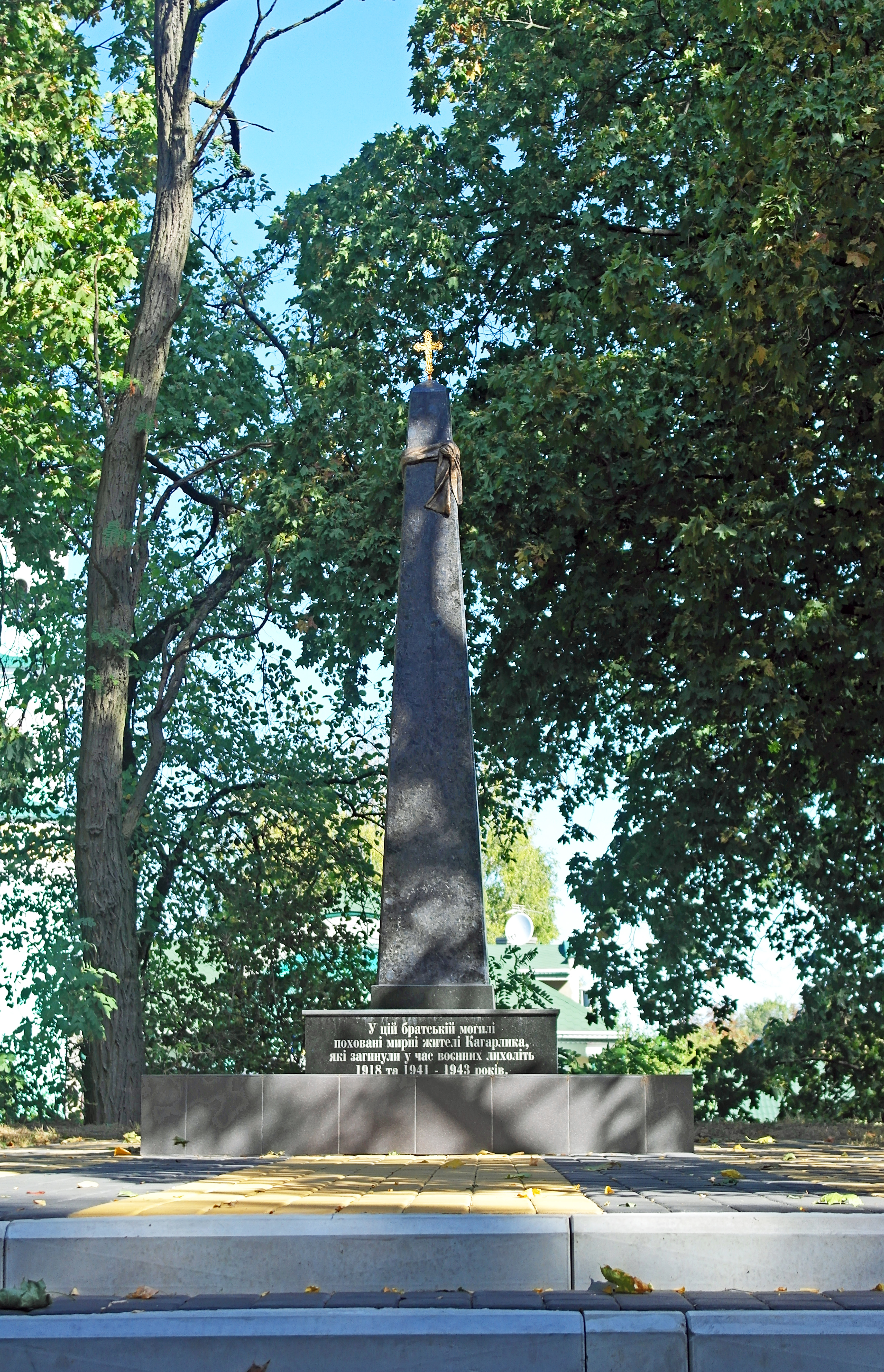
Братська могила 740 радянських  воїнів, які загинули під час громадянської та німецько-радянської війни
Пам'ятник танку на честь захисників Батьківщини
Колишній пам'ятник Леніну (повалений у 2014 році)
Колишній пам'ятник  організатору голодомору-геноциду в Україні 1932–1933 Панасу Любченку (повалений у 2014 році)
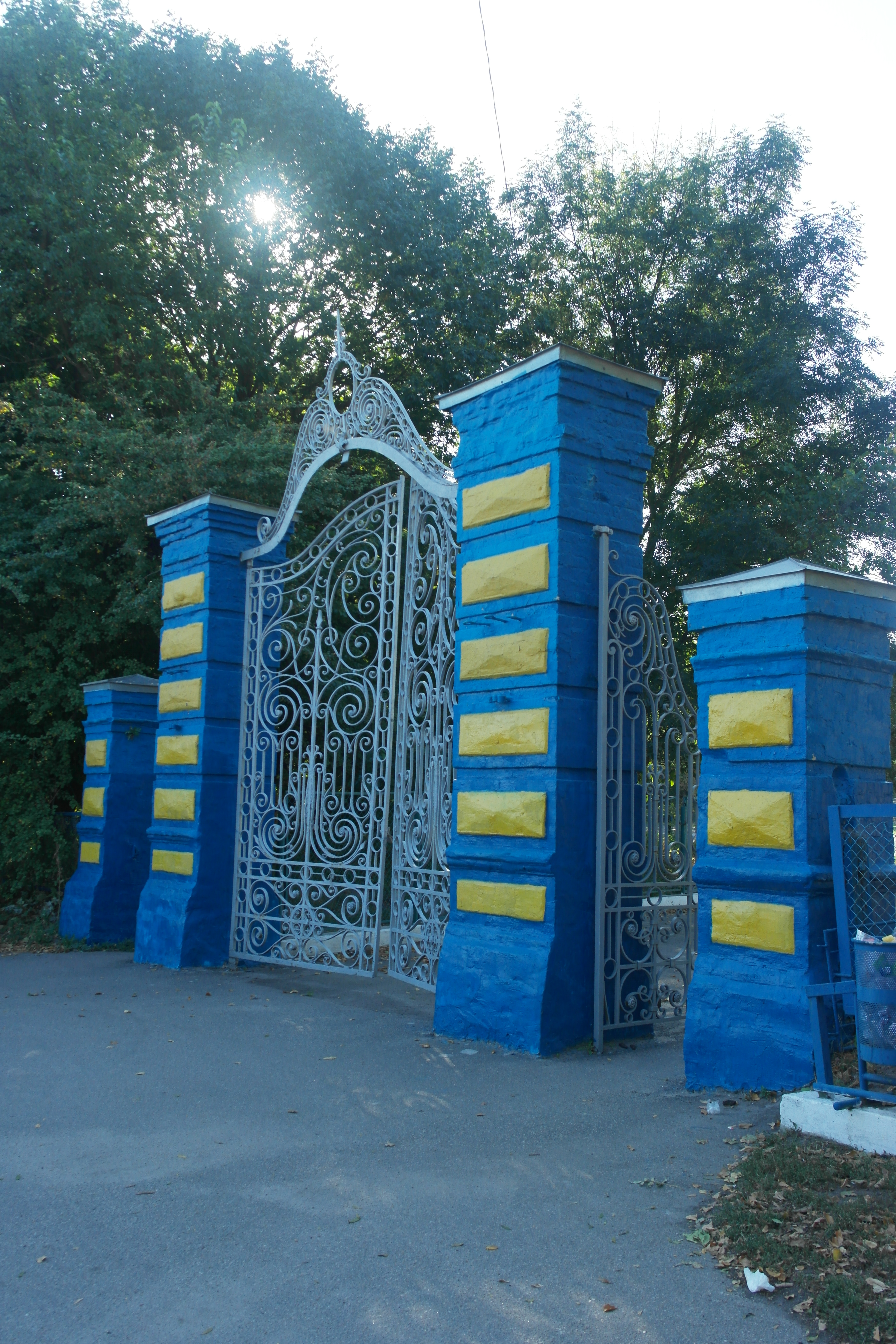
Вхідна брама Кагарлицького парку
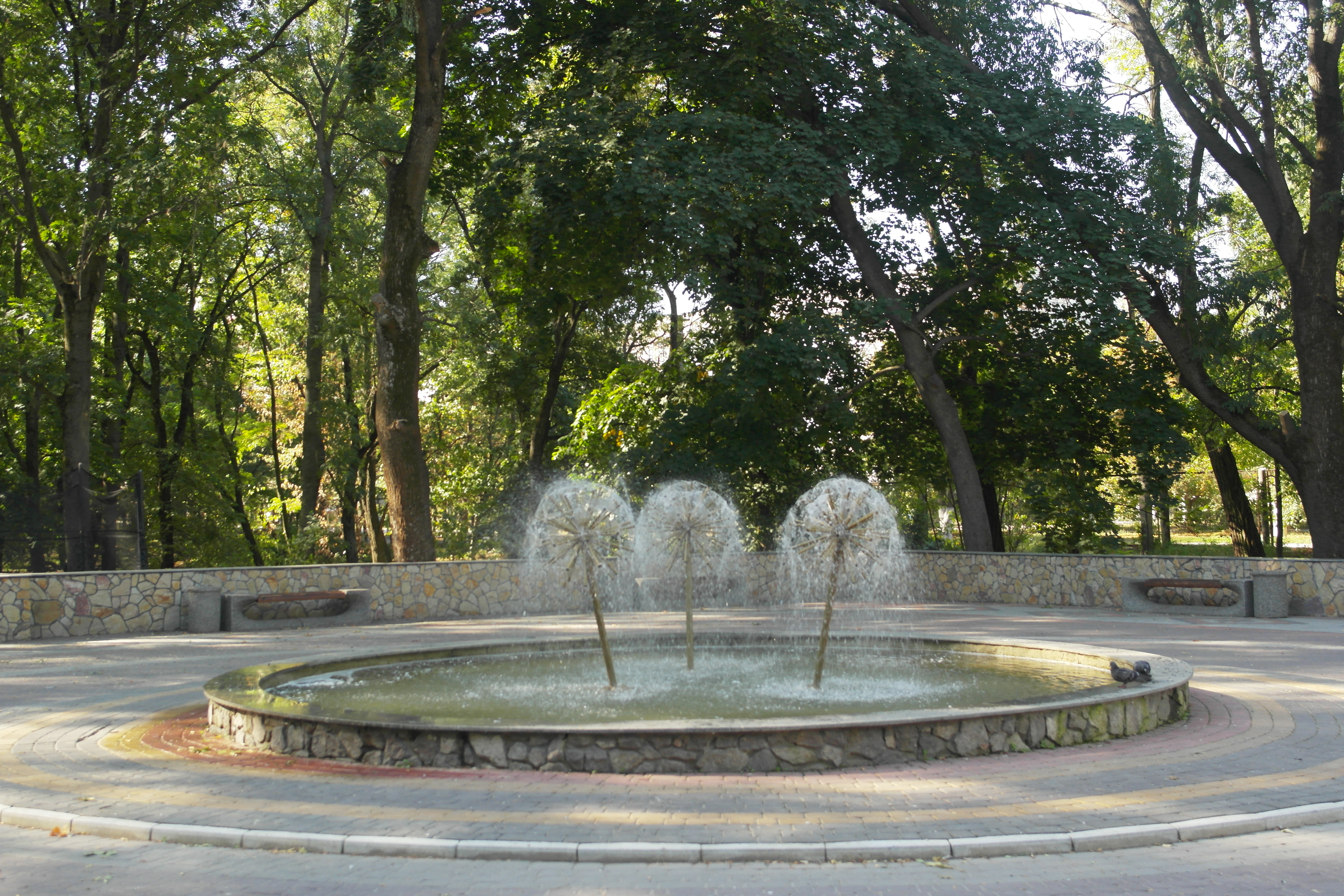
Фонтан у парку
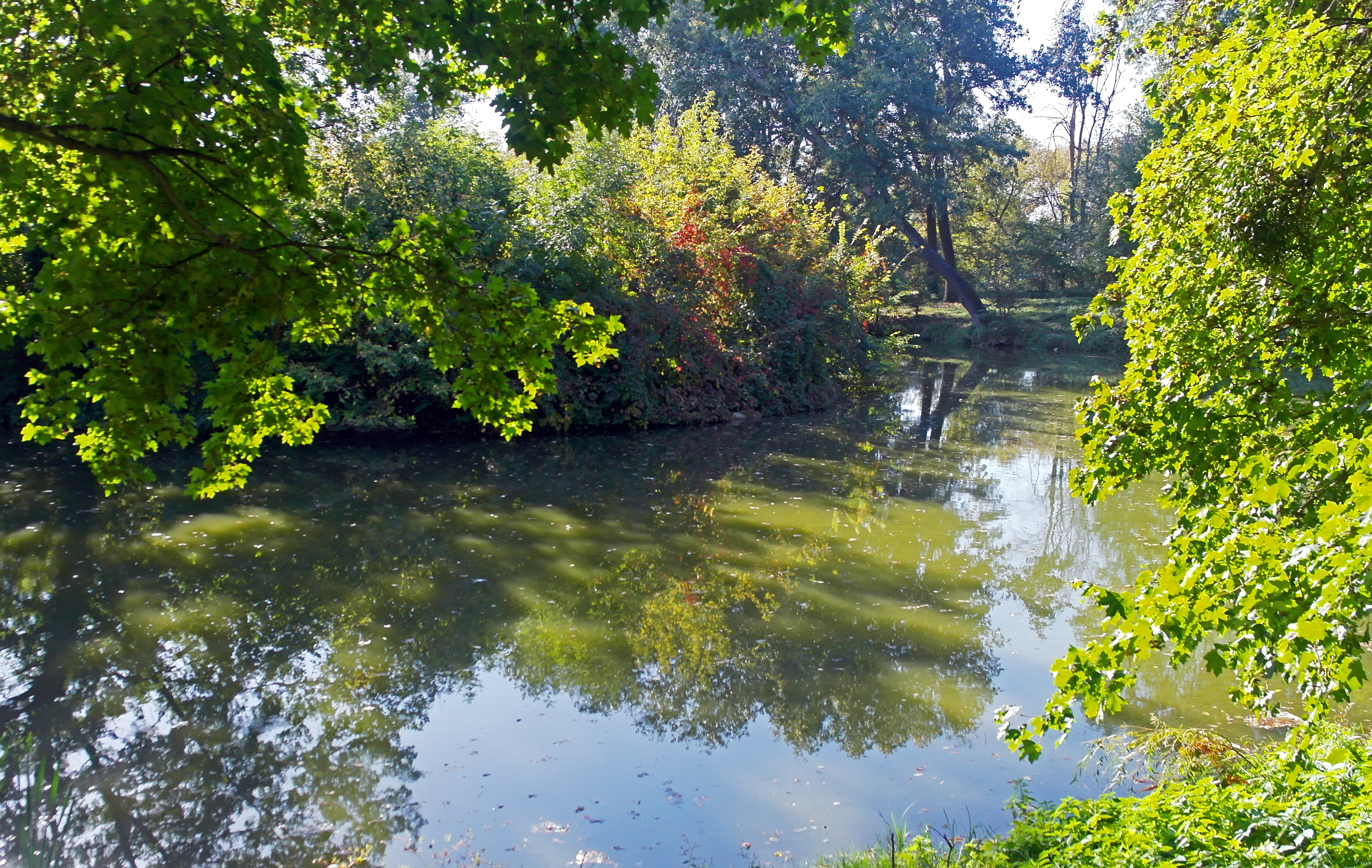
Парк-пам'ятка садово-паркового мистецтва загальнодержавного значення Кагарлицький став
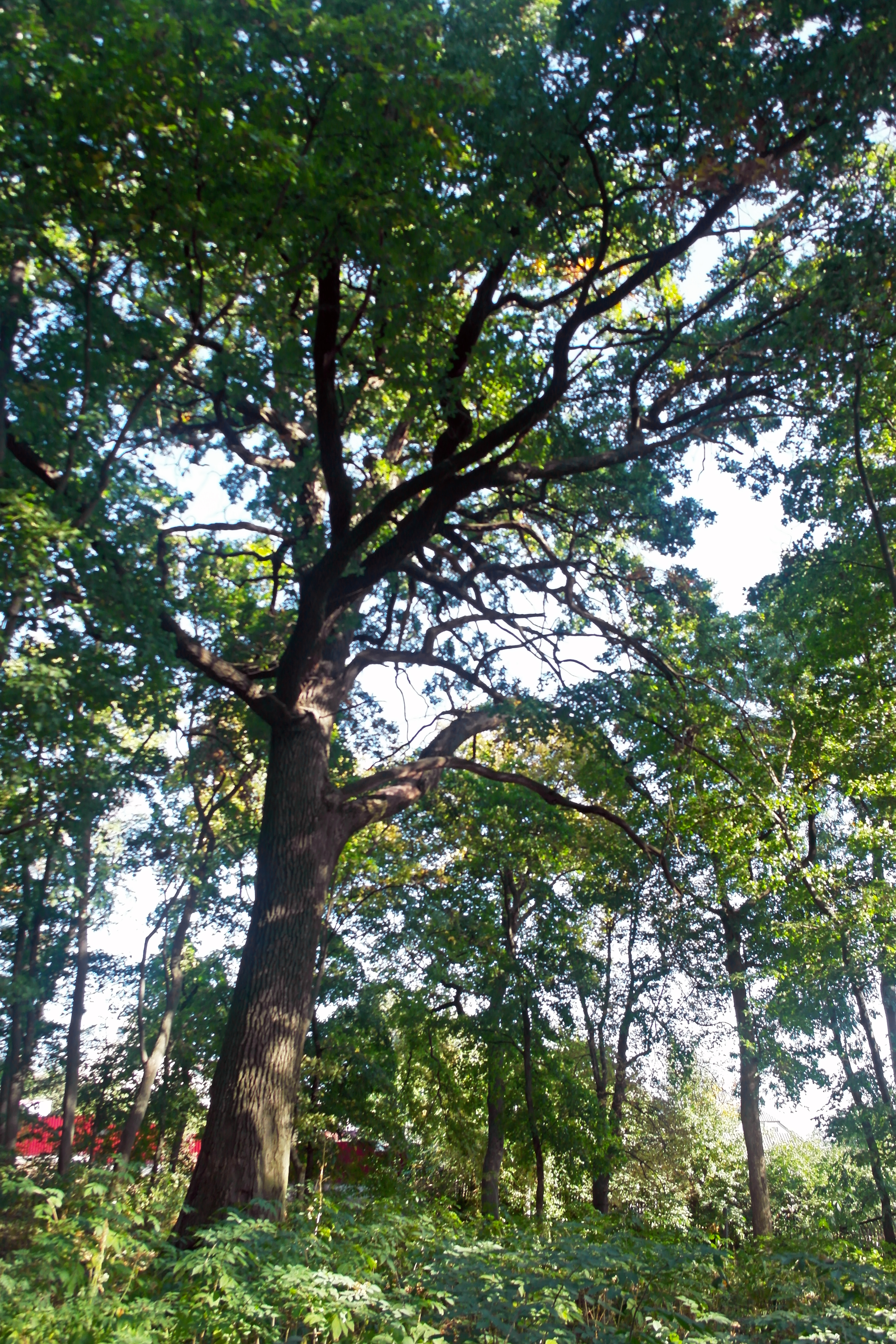
Дуб Миколи Гоголя
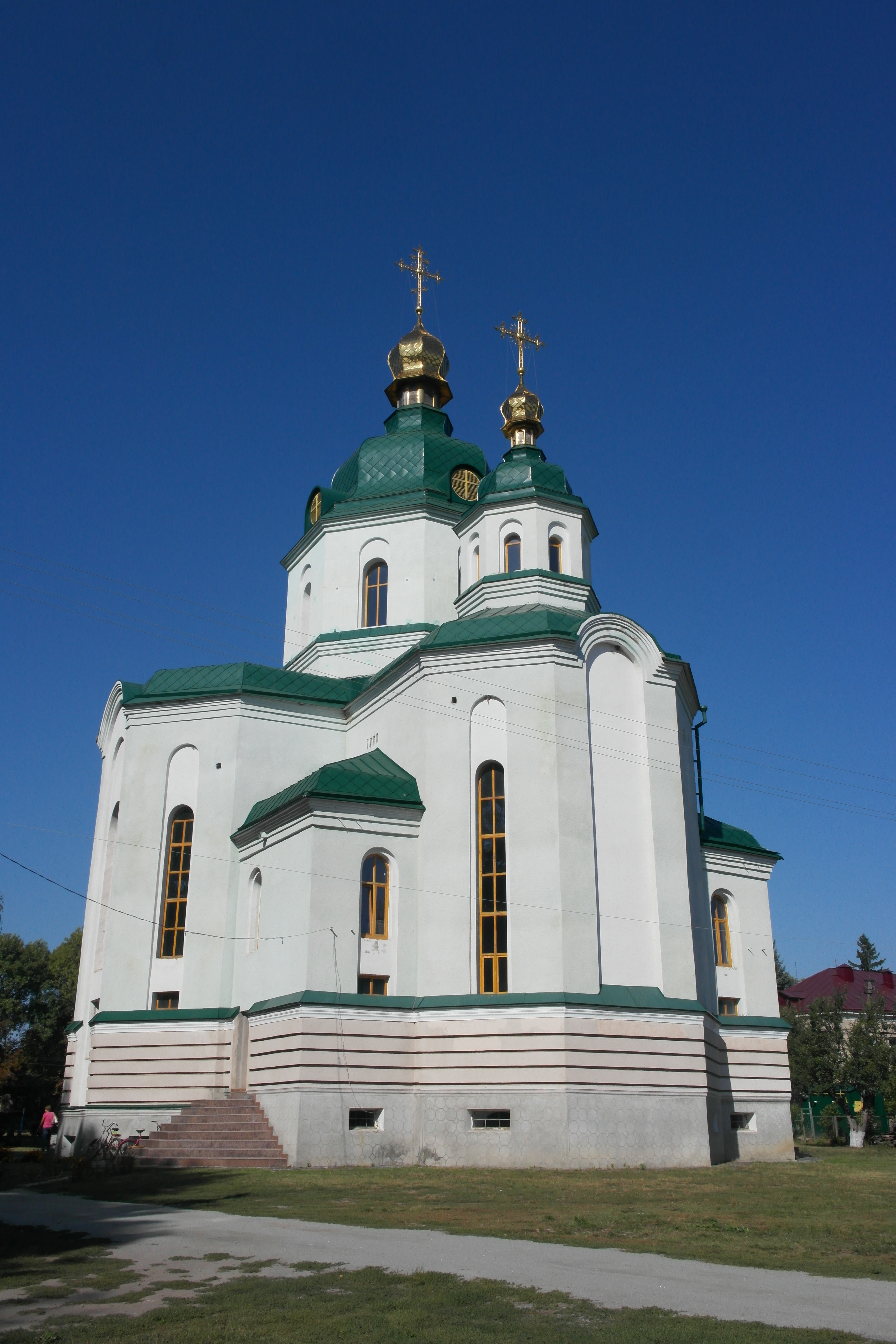
Храм
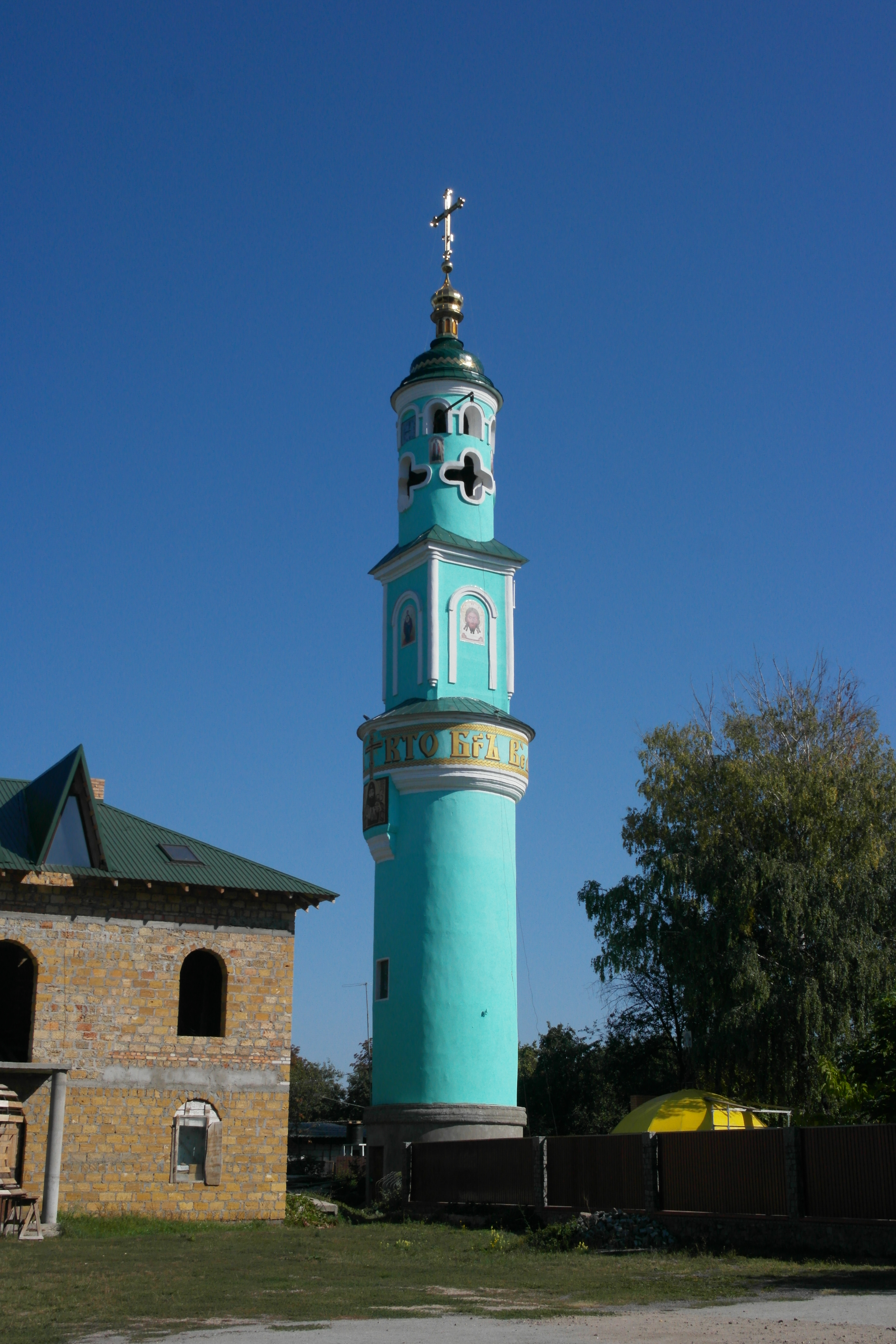
Дзвіниця